# Discographie de John Zorn

John Zorn en 2009.

John Zorn est un musicien prolifique. Tout au long de sa carrière il a composé et joué du saxophone, dans le cadre de certaines formations qu'il dirige (notamment Painkiller, Masada, et Naked City) ou de collaborations variées. Cet article regroupe l'ensemble de ses participations discographiques. Nombre d'entre elles ont été publiées sur son label Tzadik.

La discographie est organisée de façon à la fois chronologique et par catégorie/projet/groupe. Ainsi, les Game pieces sont la première manifestation discographique de John Zorn, la première catégorie; puis les pièces en solo, les compositions par fiches, Naked City, etc. À l'intérieur de chaque catégorie, les albums sont classés par ordre chronologique.

## Game pieces

### Parachute years
- Lacrosse (1977, 1997, 2000) 2CD
- Pool (1980, 1997, 2000)
- Hockey (1980, 1997, 2002)
- Archery (1981, 1997, 2001) 3CD

### Cobra
- Cobra (1987)
- John Zorn's Cobra: Live at the Knitting Factory (1995)
- John Zorn's Cobra: Tokyo Operations '94 (1995)
- Cobra: John Zorn's Game Pieces Volume 2 (2002)

### Divers
- Xu Feng (2000)
- John Zorn’s Olympiad - Vol. 1 Dither Plays Zorn (2015)
- John Zorn’s Olympiad - Vol. 2 Fencing 1978 (2022)
- John Zorn’s Olympiad - Vol. 3 Pops Plays Pops—Eugene Chadbourne Plays The Book Of Heads (2022)

## Solo

### The Classic Guide to Strategy (saxophone solo)
- The Classic Guide to Strategy: Volume 1 (1981)
- The Classic Guide to Strategy: Volume 2 (1985)
- The Classic Guide to Strategy (1996)
- 50th Birthday Celebration Volume Nine: The Classic Guide to Strategy Volume Three (John Zorn, 2004)
- The Classic Guide to Strategy: volume 4 (2016)

### The Hermetic Organ (orgue solo)
- The Hermetic Organ (2012)
- The Hermetic Organ Vol. 2: St. Paul's Chapel (2014)
- The Hermetic Organ Vol. 3: St. Paul's Hall, Huddersfield (2015)
- The Hermetic Organ Vol. 4: St. Bartholomew's (2016)
- The Hermetic Organ Vol. 5: Philharmonie de Paris (2017)
- The Hermetic Organ Vol. 6: For Edgar Allan Poe (2019)
- The Hermetic Organ Vol. 7: St. John the Divine 2013 (2019)
- The Hermetic Organ Vol. 8: Gallus Hall, Ljubljana (2019)
- The Hermetic Organ Vol. 9: Liber VII (2022)
- The Hermetic Organ Vol. 10: Bozar, Brussels (2022)
- The Hermetic Organ Vol. 11: For Terry Riley (2024)
- The Hermetic Organ Vol. 12: The Bosch Requiem (2024)
- The Hermetic Organ Vol. 13: Biennale Musica Venezia (2024)

### Divers
- The Urmuz Epigrams (2018)
- In a Convex Mirror (2018)
- Tractatus Musico-Philosophicus (2019)

## Divers
- Locus Solus (1983, 1997)
- Ganryu Island (1984, 1998)
- The Big Gundown (1985)
- Spy vs Spy (1989)
- First Recordings 1973 (1995)
- New Traditions in East Asian Bar Bands (1997)
- The Bribe (1998)
- The Big Gundown: 15th Anniversary Special Edition (2000)
- Alhambra Love Songs (2009)
- The Satyr's Play - Cerberus (2011)
- Nosferatu (2012)
- Rimbaud (2012)
- Forro Zinho - Forro in The Dark Plays Zorn (2015)
- Perchance to Dream... (2022)

## Compositions par fiches (File Cards)
- Spillane (1987)
- Elegy (1992)
- Kristallnacht (1993)
- Godard/Spillane (1999)
- IAO (2002)
- Femina (2009)
- Dictée/Liber Novus (2010)
- Interzone (2010)
- Mount Analogue (2012)

## Rock, hardcore, métal

### Naked City
- Naked City (1989)
- Torture Garden (1990)
- Grand Guignol (1992)
- Leng Tch'e (1992)
- Heretic (1992)
- Radio (1993)
- Absinthe (1993)
- Black Box (1997, Torture Garden & Leng Tch'e albums) 2xCD
- Naked City Live, Vol. 1: The Knitting Factory 1989 (2002)
- The Complete Studio Recordings (2005)
- Black Box-20th Anniversary Edition: Torture Garden/Leng Tch'e (2010)

### PainKiller
- Guts of a Virgin (1991)
- Buried Secrets (1992)
- Rituals: Live in Japan (1993)
- Execution Ground (1994)
- Collected Works (1997, Inclut Guts of a Virgin, Buried Secrets, Execution Ground, Live in Osaka) 4CD
- Guts of a Virgin/Buried Secrets (1998, Compilation des deux premiers EP)
- Talisman: Live in Nagoya (2002)
- 50th Birthday Celebration Volume Twelve (2005)
- Prophecy: Live in Europe (2013)
- Samsara (2024)
- The Equinox (2025)
- The Great God Pan (2025)

### Moonchild
- Moonchild (2006)
- Astronome (2006)
- Six Litanies for Heliogabalus (2007)
- The Crucible (2008)
- Ipsissimus (2010)
- Templars: In Sacred Blood (2012)
- The Last Judgment (2014)

### Simulacrum
- Simulacrum (2015)
- The True Discoveries of Witches and Demons (2015)
- Inferno (2015)
- The Painted Bird (2016)
- 49 Acts of Unspeakable Depravity in the Abominable Life and Times of Gilles de Rais (2016)
- The Garden of Earthly Delights (2017)
- Beyond Good And Evil (2020)
- Baphomet (2020)
- Nostradamus: The Death Of Satan (2021)
- Spinoza (2022)

### Divers
- Enigmata (2011)
- Psychomagia (2014)
- Valentine's Day (2014)
- Insurrection (2018)
- Salem, 1692 (2018)

## Filmworks
- Filmworks I: 1986-1990 (Nonesuch 1991 - Tzadik 1997)
- Filmworks II: Music for an Untitled Film by Walter Hill (1996)
- Filmworks III: 1990-1995 (1997)
- Filmworks IV: S/M + More (1997)
- Filmworks V: Tears of Ecstasy (1996)
- Filmworks VI: 1996 (1996)
- Filmworks VII: Cynical Hysterie Hour (1997)
- Filmworks VIII: 1997 (1998)
- Filmworks IX: Trembling Before G-d (2000)
- Filmworks X: In The Mirror of Maya Deren (2001)
- Filmworks XI: Secret Lives (2002)
- Filmworks XII: Three Documentaries (2002)
- Filmworks XIII: Invitation to a Suicide (2002)
- Filmworks XIV: Hiding and Seeking (2003)
- Filmworks XV: Protocols of Zion (2005)
- Filmworks XVI: Workingman's Death (2005)
- Filmworks XVII (2006)
- Filmworks XVIII: The Treatment (2006)
- Filmworks XIX: The Rain Horse (2008)
- Filmworks XX: Sholem Aleichem (2008)
- Filmworks XXI: Belle de Nature/The New Rijksmuseum (2008)
- Filmworks XXII: The Last Supper (2008)
- Filmworks XXIII: el General (2009)
- Filmworks XXIV: The Nobel Prizewinner (2010)
- Filmworks XXV: City Of Slaughter/Schmatta/Beyond The Infinite (2013)

## Masada

### Quartet original (Zorn/Douglas/Cohen/Baron)
- Alef (1994)
- Beit (1994)
- Gimel (1994)
- Dalet (1995-1997) EP
- Hei (1995)
- Vav (1995)
- Zayin (1996)
- Het (1997)
- Tet (1998)
- Yod (1998)
- Live in Taipei 1995 (1998) 2CD
- Live in Jerusalem 1994 (1999) 2CD
- Live In Middelheim 1999 (1999)
- Live in Sevilla 2000 (2000)
- Live at Tonic 2001 (2001)
- First Live 1993 (2002)
- 50th Birthday Celebration Volume Seven (2004)
- Sanhedrin (2005) 2CD
- Masada 30th Anniversary Edition: The Complete Studio Master Takes (2023) Coffret de 10 cd + livret

### Masada Book Two - The Book of Angels
- Astaroth: Book of Angels Volume 1 (Jamie Saft Trio, 2005)
- Azazel: Book of Angels Volume 2 (Masada String Trio, 2005)
- Malphas: Book of Angels Volume 3 (Mark Feldman & Sylvie Courvoisier, 2006)
- Orobas: Book of Angels Volume 4 (Koby Israelite, 2006)
- Balan: Book of Angels Volume 5 (The Cracow Klezmer Band, 2006)
- Moloch: Book of Angels Volume 6 (Uri Caine, 2006)
- Asmodeus: Book of Angels Volume 7 (Marc Ribot, 2007)
- Volac: Book of Angels Volume 8 (Erik Friedlander, 2007)
- Xaphan: Book of Angels Volume 9 (Secret Chiefs 3, 2008)
- Lucifer: Book of Angels Volume 10 (Bar Kokhba, 2008)
- Zaebos: Book of Angels Volume 11 (Medeski, Martin and Wood, 2008)
- Stolas: Book of Angels Volume 12 (Masada Quintet featuring Joe Lovano, 2009)
- Mycale: Book of Angels Volume 13 (Mycale, 2010)
- Ipos: Book of Angels Volume 14 (The Dreamers, 2010)
- Baal: Book of Angels Volume 15 (Ben Goldberg, 2010)
- Haborym: Book of Angels Volume 16 (Masada String Trio, 2010)
- Caym: Book of Angels Volume 17 (Cyro Baptista et Banquet of the Spirits, 2011)
- Pruflas: Book of Angels Volume 18 (David Krakauer, 2012)
- Abraxas: Book of Angels Volume 19 (Shanir Ezra Blumenkranz, 2012)
- Tap: Book of Angels Volume 20 (Pat Metheny, 2013)
- Alastor: Book of Angels Volume 21 (Eyvind Kang, 2014)
- Adramelech: Book of Angels Volume 22 (Zion80, 2014)
- Aguares: Book of Angels Volume 23 (Roberto Juan Rodriguez, 2014)
- Amon: Book of Angels Volume 24 (Klezmerson, 2015)
- Gomory: Book Of Angels Volume 25 (Mycale, 2015)
- Cerberus: Book of Angels Volume 26 (Spike Orchestra, 2015)
- Flaga : Book of Angels Volume 27 (Craig Taborn, 2016)
- Andras : Book of Angels Volume 28 (Nova Express Quintet, 2016)
- Flauros : Book of Angels Volume 29 (AutorYno, 2016)
- Leonard : Book of Angels Volume 30 (Garth Knox et le Saltarello Trio, 2017)
- Buer: Book of Angels Volume 31 (Brian Marsella Trio, 2017)
- Paimon : Book of Angels Volume 32 (Mary Halvorson Quartet, 2017)

### Masada Book Three - The Book Beri'ah
- The Book Beri'ah - Coffret de 11 disques (2018)

1. Keter (Sofia Rei & JC Maillard)
2. Chokhma (Cleric)
3. Binah (The Spike Orchestra)
4. Chesed (Julian Lage & Gyan Riley)
5. Gevurah (Abraxas)
6. Tiferet (Klezmerson)
7. Netzach (Gnostic Trio)
8. Hod (Zion80)
9. Yesod (Banquet of the Spirits)
10. Malkhut (Secret Chiefs 3)
11. Da'at (Craig Taborn & Vadim Neselovskyi)

- The Book Beri'ah (Compilation) - Vinyle (2018)

### Electric Masada
- 50th Birthday Celebration Volume Four (2004)
- At the Mountains of Madness (2005) 2CD

### Masada String Trio
- The Circle Maker : Issachar (1998, Disque 1 de 2)
- 50th Birthday Celebration Volume One (2004)
- Azazel: Book of Angels Volume 2 (2005)
- Haborym: Book of Angels Volume 16 (2010)

### Bar Kokhba Sextet
- The Circle Maker : Zevulun (1998, Disque 2 de 2)
- 50th Birthday Celebration Volume Eleven (2005)
- Lucifer: Book of Angels Volume 10 (2008)

### New Masada Quartet
- New Masada Quartet (2021)
- New Masada Quartet, volume 2 (2023)
- New Masada Quartet, volume 3 (2024)

### Série Masada Anniversary
- Masada Anniversary Edition Vol. 1: Masada Guitars (2003)
- Masada Anniversary Edition Vol. 2: Voices in the Wilderness (2003)
- Masada Anniversary Edition Vol. 3: The Unknown Masada (2003)
- Masada Anniversary Edition Vol. 4: Masada Recital (2004)
- Masada Anniversary Edition Vol. 5: Masada Rock (2005)

### Autres Masada
- Bar Kokhba (Masada Chamber Ensembles, 1996) 2CD
- Sanatorium Under the Sign of the Hourglass : a tribute to Bruno Schultz (Cracow Klezmer Band, 2005)

## Musique de concert contemporaine
- Redbird (1995)
- The Book of Heads (1995)
- Duras: Duchamp (1997)
- Angelus Novus (1998)
- Aporias (1998)
- The String Quartets (1999)
- Cartoon S/M (2000) 2CD
- Madness, Love and Mysticism (2001)
- Songs from the Hermetic Theatre (2001)
- Chimeras (2003)
- Magick (2004)
- Mysterium (2005)
- Rituals (2005)
- From Silence to Sorcery (2007)
- What Thou Wilt (2010)
- Music and Its Double (2012)
- Lemma (2013)
- On the Torment of Saints, The Casting of Spells and the Evocation of Spirits (2013)
- Shir Hashirim (2013)
- The Alchemist (2014)
- Fragmentations, Prayers And Interjections (2014)
- In the Hall of Mirrors (2014)
- Myth And Mythopoeia (2014)
- Hen to Pan (2015)
- James Moore Plays The Book of Heads (2015)
- Madrigals (2016)
- Sacred Visions (2016)
- Commedia dell'arte (2016)
- There Is No More Firmament (2017)
- The Interpretation Of Dreams (2017)
- Encomia (2019)
- Les Maudits (2020)
- Azoth (2020)
- The Turner Études (2020)
- Heaven And Earth Magick (2021)
- Hannigan Sings Zorn Volume One (2024)
- Hannigan Sings Zorn Volume Two (2024)
- The Complete String Quartets (2025)
- Fantasma (2025)
- Prolegomena (2025)

## Série Music Romance
- Music for Children (Volume One, 1998)
- Taboo and Exile (Volume Two, 1999)
- The Gift (Volume Three, 2001)

## Hemophiliac
- Hemophiliac (2002)
- 50th Birthday Celebration Volume Six (2004)

## Série 50th Birthday Celebration
- 50th Birthday Celebration Volume One (Masada String Trio, 2004)
- 50th Birthday Celebration Volume Two (Milford Graves/John Zorn, 2004)
- 50th Birthday Celebration Volume Three (Locus Solus, 2004)
- 50th Birthday Celebration Volume Four (Electric Masada, 2004)
- 50th Birthday Celebration Volume Five (Fred Frith/John Zorn, 2004)
- 50th Birthday Celebration Volume Six (Hemophiliac, 2004)
- 50th Birthday Celebration Volume Seven (Masada, 2004)
- 50th Birthday Celebration Volume Eight (Wadada Leo Smith/Susie Ibarra/John Zorn, 2004)
- 50th Birthday Celebration Volume Nine: The Classic Guide to Strategy Volume Three (John Zorn, 2004)
- 50th Birthday Celebration Volume Ten (Yamataka Eye/John Zorn, 2005)
- 50th Birthday Celebration Volume Eleven (Bar Kokhba Sextet, 2005) 3CD
- 50th Birthday Celebration Volume Twelve (Painkiller, 2005)

## The Dreamers
- The Dreamers (2008)
- O'o (2009)
- Ipos: Book of Angels Volume 14 (2010)
- A Dreamers Christmas (2011)
- Pellucidar: A Dreamers Fantabula (2015)

## Œuvres mystiques
- In Search Of The Miraculous (2010)
- The Goddess-Music for the Ancient of Days (2010)
- At the Gates of Paradise (2011)
- Mount Analogue (2012)
- A Vision in Blakelight (2012)
- The Concealed (2012)

### Gnostic Trio
- The Gnostic Preludes (2012)
- The Mysteries (2013)
- In Lambeth: Visions from the Walled Garden of William Blake (2013)
- The Testament of Solomon (2014)
- Transmigration of the Magus (2014)
- The Mockingbird (2016)
- Gnosis : The Inner Light (2021)

## Nova Express Quartet
- Nova Express (2011)
- Dreamachines (2013)
- On Leaves of Grass (2014)

## Chansons
- The Song Project (2014)
- The Song Project Live at Le Poisson Rouge (2015)
- Songs For Petra (2020)
- Love Songs Live (2024)

## Duo de guitaresLage-Riley
- Midsummer Moons (2017)
- Quatrain (2023)
- Her Melodious Lay (2024)

## Trio de guitaresFrisell-Lage-Riley
- Nove Cantici Per Francesco D’Assisi (2019)
- Virtue (2020)
- Teresa De Avila (2021)
- Parables (2021)
- A Garden of Forking Paths (2021)
- Nothing Is As Real As Nothing (2023)
- Lamentations (2024)

## Trio de Brian Marsella
- The Hierophant (2019)
- Calculus (2020)
- Meditations on the Tarot (2021)
- The Fourth Way (2023)
- Ou Phrontis (2024)

### Classical forms
- Suite for piano (2022)
- Ballades (2024)
- Impromptus (2025)
- Nocturnes (2025)

## Bagatelles

### Coffret 1 (2021)
- Volume 1 : Mary Halvorson Quartet
- Volume 2 : Erik Friedlander & Michael Nicolas
- Volume 3 : Trigger
- Volume 4 : Ikue Mori

### Coffret 2 (2021)
- Volume 5 : Kris Davis Quartet
- Volume 6 : Brian Marsella Trio
- Volume 7 : Brian Marsella solo
- Volume 8 : John Medeski trio

### Coffret 3 (2022)
- Volume 9 : Asmodeus
- Volume 10 : Julian Lage and Gyan Riley
- Volume 11 : Jim Black Quartet
- Volume 12 : Cleric

### Coffret 4 (2023)
- Volume 13 : Chris Speed/Jon Irabagon Quartet (avec John Zorn)
- Volume 14 : Peter Evans
- Volume 15 : Ben Goldberg Quartet
- Volume 16 : Sam Eastmond Big Band

### Albums individuels
- The Bagatelles vol. 1 (Mary Halvorson Quartet)
- The Bagatelles vol. 2 (Erik Friedlander and Michael Nicolas)
- The Bagatelles vol. 3 (Trigger)
- The Bagatelles vol. 4 (Ikue Mori)

## Chaos Magick
- Chaos Magick (2021)
- The Ninth Cercle (2021)
- Multiplicities: A Repository Of Non-Existent Objects (2022)
- 444 (2023)
- Parrhesiastes (2023)
- Through The Looking Glass (2025)

## Incerto
- Incerto (2022)
- Multiplicities II: A Repository Of Non-Existent Objects (2023)
- Full Fathom Five (2023)
- Homenaje A Remedios Varo (2023)

## Albums collaboratifs

### Avec Fred Frith
- The Art of Memory (1994)
- 50th Birthday Celebration Volume Five (2004)
- The Art of Memory II (2008)
- Late Works (2010)

### Autres
- School (Eugene Chadbourne & John Zorn, 1978)
- Environment for Sextet (Polly Bradfield, Andrea Centazzo, Eugene Chadbourne, Tom Cora, Toshinori Kondo, John Zorn, 1979)
- In Memory of Nikki Arane (Eugene Chadbourne & John Zorn, 1980)
- The Golden Palominos (The Golden Palominos - Anton Fier/Fred Frith/Bill Laswell/Arto Lindsay/John Zorn, 1983)
- Yankees (John Zorn, Derek Bailey, & George Lewis, 1983)
- Voodoo (The Sonny Clark Memorial Quartet, 1986)
- Deadly Weapons (Steve Beresford / David Toop / John Zorn / Tonie Marshall, 1986)
- News for Lulu (John Zorn, Bill Frisell & George Lewis, 1988)
- More News for Lulu (John Zorn, Bill Frisell & George Lewis, 1992)
- Zohar (The Mystic Fugu Orchestra, 1995)
- Nani Nani (John Zorn & Yamataka Eye, 1995)
- Harras (Derek Bailey, John Zorn & William Parker, 1995)
- Euclid's Nightmare (John Zorn & Bobby Previte, 1997)
- Downtown Lullaby (John Zorn, Wayne Horvitz, Elliott Sharp & Bobby Previte, 1998)
- John Zorn's Emergency – Live At The Willisau Jazz Festival (non officiel, 2003)
- Buck Jam Tonic (Tatsuya Nakamura/Bill Laswell/John Zorn, 2003)
- Naninani II (John Zorn & Yamataka Eye, 2004)
- The Stone : Issue One (John Zorn, Dave Douglas, Mike Patton, Bill Laswell, Rob Burger & Ben Perowsky, 2006)
- The Stone: Issue Three (John Zorn, Lou Reed & Laurie Anderson, 2008)
- The Receiving Surfaces (John Zorn & Rova Saxophone Quartet, 2011) (vinyle en édition limitée)
- @ (avec Thurston Moore) (2013)
- Sonic Rivers (George Lewis, Wadada Leo Smith, John Zorn, 2014)
- The Dream Membrane (David Smith, Bill Laswell, John Zorn, 2014)
- The Cleansing (John Zorn & Bill Laswell, 2022)
- Memoria (John Zorn & Bill Laswell, 2023)
- Memories, Dreams, and Reflections (John Zorn & Dave Lombardo, 2025)
- Alchemical Theatre (Jim Staley, Ikue Mori, John Zorn, 2025)

## Apparitions(liste non exhaustive)
- Hallowed Ground (The Violent Femmes, 1984)
- OTB (Jim Staley, John Zorn, 1984)
- Purged Specimen (Blind Idiot God, 1989)
- NekonoTopia NekonoMania (Seigen Ono, 1990) - Zorn joue du saxophone sur la piste 6
- Mais (Marisa Monte, 1991)
- Lo Flux Tube (OLD, 1991)
- Mr Bungle (Mr. Bungle, 1991) - produit par John Zorn ; il joue également du saxophone sur la piste 1 mais n'est pas crédité
- Live in Japan (Valentina Ponomareva, 1991) (John Zorn joue sur le 5e titre)
- Possession ("God" avec Justin Broadick/Kevin Martin/John Zorn, 1992)
- How I Got Over (God Is My Co-Pilot, 1992)
- We Insist? (Yoshihide Ōtomo, 1992)
- Welcome to Forbidden Paradise (Hoppy Kamiyama, 1992)
- Early Works (Ruins, 1992)
- Blue Planet Man (Big John Patton, 1993)
- Speed Yr Trip (God Is My Co-Pilot, 1993)
- Ground Zero (Ground Zero, 1993)
- Sacrifist (Praxis, 1994)
- Minor Swing (Big John Patton, 1995)
- Hex Kitchen (Ikue Mori, 1995) - Zorn joue de la clarinette
- Hsi-Yu Chi (David Shea, 1996)
- Pranzo Oltranzista (Mike Patton, 1997)
- Weird Little Boy (Weird Little Boy, 1998)
- Prelapse (Prelapse, 1999)
- MxBx 1998/13,000 Miles At Light Velocity (Melt-Banana, 1999) - produit par John Zorn
- Great Jewish Music: Serge Gainsbourg (Zorn sur la piste 16 "contact")